# Рябіков Гліб Олексійович
Гліб Олексійович Рябіков (12 (25 листопада) 1900, Петергоф, Санкт-Петербурзька губернія, Російська імперія — ?) — радянський футбольний тренер.

## Тренерська кар'єра
У 1937 році він почав працювати тренером «Суднобудівника» (Миколаїв), яке очолював увесь сезон, а наприкінці 1937 року перейшов до ленінградського «Зеніту», де працював у тренерському штабі.
З 1939 року став працювати асистентом старшого тренера у «Динамо» (Ленінград). Після початку радянсько-німецької війни його призвали до Червоної армії. Нагороджений орденом Червоної зірки та багатьма медалями.
Після закінчення війни він повернувся до тренерської роботи як старший лейтенант. Спершу працював начальником команди у ленінградському «Динамо», а в 1948 році очолив «Суднобудівник» (Ленінград). Також у цей час паралельно працював тренером ленінградського хокейного клубу «Спартак».
З 1950 по 1951 рік він керував «Динамо» (Єреван), а в 1953 році тренував аматорську команду «Динамо» (Тосно).
З 1960 по 1961 рік очолював білоруський «Локомотив» (Гомель).

## Нагороди
- Орден Червоної Зірки[1]
- Медаль «За перемогу над Німеччиною у Великій Вітчизняній війні 1941—1945 рр.»
- Медаль «За оборону Ленінграда»